# Ricardo Vidal
Ricardo Jamin Vidal (ur. 6 lutego 1931 w Mogpoc, zm. 18 października 2017 w Cebu) – filipiński duchowny katolicki, arcybiskup Cebu, kardynał.

## Życiorys
Kształcił się w niższym seminarium Świętego Różańca w Lucenie i seminarium Św. Karola w Manili; przyjął święcenia kapłańskie 17 marca 1956. Był wykładowcą, dyrektorem duchowym i rektorem (1965–1971) seminarium w Lucenie. W czerwcu 1969 otrzymał tytuł kapelana Jego Świątobliwości.
10 września 1971 został mianowany biskupem koadiutorem Malolos, ze stolicą tytularną Claterna. Sakry biskupiej udzielił mu 30 listopada 1971 nuncjusz na Filipinach arcybiskup Carmine Rocco. Nie objął jednak diecezji Malolos, już w sierpniu 1973 został przeniesiony na arcybiskupstwo Lipy. 13 kwietnia 1981 mianowany arcybiskupem koadiutorem Cebu (z prawem następstwa), stanął na czele archidiecezji 24 sierpnia 1982. Brał udział w kilku sesjach Światowego Synodu Biskupów w Watykanie, na VII sesji zwykłej w październiku 1987 pełnił funkcję prezydenta-delegata, wchodził także w skład sekretariatu generalnego Synodu.
25 maja 1985 Jan Paweł II wyniósł go do godności kardynalskiej, z tytułem prezbitera Ss. Pietro e Paolo a Via Ostiense. W kwietniu 2005 kardynał Vidal uczestniczył w konklawe po śmierci Jana Pawła II. 15 października papież Benedykt XVI przyjął jego rezygnację z urzędu, złożoną ze względu na wiek. Jego następcą został mianowany abp Jose Palma.
W związku z osiągnięciem osiemdziesiątego roku życia w 2011 utracił czynne prawo wyboru papieża w przyszłych konklawe.